# 芦田惠之助
芦田 惠之助（あしだ えのすけ、1873年1月8日 - 1951年12月9日）は、明治から昭和を生きた教育者。兵庫県出身。

## 人物
16歳で、故郷の竹田村の竹田簡易小学校の授業生という呼び名の教員になって、教職のスタートを切る。その後1898年、上京して、東京高等師範学校附属小学校（現：筑波大学附属小学校）訓導、樋口勘次郎に学び、綴り方教育を提唱。1902年、郷里に戻り、兵庫県姫路中学校（現・兵庫県立姫路西高等学校）の助教諭となり、ここで国語教育の実践を展開していく。
彼の立場は、今の言い方でいえば「自由作文」、当時は「随意選題」といった。これは同時代、ドイツのハンブルクを中心に展開された芸術教育運動の中の作文教育で提唱されたものとほとんど時を同じくしたものである。
いわゆる芦田教式（七変化（しちへんか）の教式とも呼ばれる）を創始。小学校国語教育に多大な影響を与える。影響を与えた人物に埼玉県の綴方教育の先導者となった下山懋がいる。
尋常小学唱歌「日本海海戦#日本海海戦を題材とした作品」を作詞。

## 経歴
- 1873年（明治6年）1月8日 兵庫県氷上郡竹田村樽井に生まれる。父、小笠原儀兵衛。母、かな。2女2男の末子。
- 1951年（昭和26年）12月9日 兵庫県氷上郡竹田の法楽寺にて死去。78歳。法名、徳教院育道惠雨居士。

## 参考図書
- 『芦田惠之助国語教育全集』（全25巻）古田拡ほか（編）明治図書出版, 1987年
- 『教式と教壇 ; 綴り方教授』(国語教育名著選集 2) 芦田惠之助（著） 明治図書出版, 1973
- 『芦田恵之助の教育者的堪能ー読み方教授編ー』桑原哲朗（著）新潟日報ﾒﾃﾞｨｱﾈｯﾄ ISBN 9784861328831,2025年
- 『芦田恵之助の綴り方教師修養論に関する研究』桑原 哲朗 (著) 溪水社 ISBN 4874408141 2004年
- 『芦田恵之助研究 (1)・(2)・(3)』 野地 潤家 (著) 明治図書 1983年：1巻 ISBN 4183168058、2巻 ISBN 4183169097、3巻 ISBN 4183170060
- 『国語の力』垣内 松三（著） 玉川大学出版部 昭和47年
- 『恵雨自伝』1962年